# Rota 9 (Paraguai)
A Rota Número 9, conhecida como Rota 9 - Transchaco e cuja denominação oficial é Rota Nacional N° 9 "Dr. Carlos Antonio López", é uma rota nacional do Paraguai que une as cidades de Assunção com a Rota 06 Boliviana, (fronteira norte do Paraguai). Sua extensão total é de 835 quilômetros.

## Cabines de pedágio
- km 20: Puente Remanso
- km 270: Pozo Colorado

## Municípios atravessados pela rodovia
- km 0: Asunción

### NoDepartamento Central
- km 17: Mariano Roque Alonso

### NoDepartamento de Presidente Hayes
- km 26 - Villa Hayes
- km 34 - Benjamín Aceval
- km 270 - Pozo Colorado interior de Villa Hayes

### NoDepartamento de Boquerón
- km 415 - Loma Plata
- km 434  - Filadelfia
- km 593  - Mariscal José Félix Estigarribia